# Antic Celler Cooperatiu (Bot)
L'Antic Celler Cooperatiu és una obra noucentista de Bot (Terra Alta) inclosa a l'Inventari del Patrimoni Arquitectònic de Catalunya.

## Descripció
L'antic celler cooperatiu fou obrat entre 1920 i 1924. Es tracta d'una reforma d'un edifici anterior;i és actualment un edifici de dues plantes -abans no ho era- amb forjat molt recent de bigues metàl·liques.
En planta presenta una nau rectangular, on hi ha les botes, separada, per una filera d'arcades de totxo, d'una més petita que està en comunicació amb un pati lateral exterior on trobem uns porxos per guardar màquines i llocs per premsar el raïm.
La coberta a dues aigües està suportada per encavallades de fusta. La façana presenta un primer nivell o sòcol de pedra, que inclou la porta d'accés d'arc rodó emmarcat per petites dovelles i guardapols; un segon nivell, fins a la teulada, de paredat arrebossat, centrat per una gran finestral apuntat partit en quadrícula per pilars i un travesser de rajol. La nau lateral té obertures allargassades verticals en arc de mig punt.

## Història
És una obra austera de maçoneria i totxo, Recentment, i conegut com a ca l'Estanc, s'ha convertit en un edifici de dues plantes amb la construcció d'un modern forjat de bigues metàl·liques que li ha fet perdre les proporcions originals.
L'actual celler cooperatiu és una obra moderna, prop d'aquest vell celler, als afores del poble.